# The Harvest Floor
The Harvest Floor är det amerikanska death metal-bandet Cattle Decapitations femte studioalbum, släppt 2009 av skivbolaget Metal Blade Records.

## Låtförteckning
1. "The Gardeners of Eden" – 5:38
2. "A Body Farm" – 3:28
3. "We Are Horrible People" – 3:56
4. "Tooth Enamel and Concrete" – 2:57
5. "The Ripe Beneath the Rind" – 2:49
6. "The Product Alive" – 3:04
7. "In Axetasy" – 4:43
8. "Into the Public Bath" – 3:10
9. "The Harvest Floor" (instrumental) – 3:07
10. "Regret and the Grave" – 4:39

- Text: Travis Ryan
- Musik: Cattle Decapitation

## Medverkande
Musiker (Cattle Decapitation-medlemmar)
- Travis Ryan – sång
- Josh Elmore – gitarr
- David McGraw – trummor
- Troy Oftedal – basgitarr

Bidragande musiker
- Jackie Perez Gratz – cello
- Billy Anderson – keyboard, percussion
- John Wiese – elektronik
- Jarboe (Jarboe La Salle Devereaux) – sång
- Ross Sewage – sång
- Dino Sommese – sång

Produktion
- Billy Anderson – producent, ljudtekniker
- Zack Ohren – ljudtekniker (trummor)
- Adam Myatt – assisterande ljudtekniker
- Alan Douches – mastering
- Travis Ryan – omslagsdesign
- Wes Benscoter – omslagskonst
- Sarah Remetch – foto
- Robin Laananen – foto